# Verein Niederrhein
Der Verein Niederrhein e. V. (VN) ist ein in Krefeld ansässiger Verein für Heimatpflege, Wandern und Natur- und Umweltschutz in der Region Niederrhein.
Der in das Vereinsregister des Amtsgerichts Krefeld (VR 1368) eingetragene Verein wurde am 23. März 1928 unter dem Namen Verein linker Niederrhein gegründet. 1998 wurde wegen der auch rechtsrheinischen Ortsvereine der Name zu Verein Niederrhein (VN) gekürzt. Mitglieder sind 54 öffentlich-rechtliche Körperschaften wie Kreise und Gemeinden, 58 lokale Heimat- und Geschichtsvereine, 20 eigene Ortsvereine mit 2250 Mitgliedern sowie 318 direkte Mitglieder. Er selbst ist Mitglied im Verband Deutscher Gebirgs- und Wandervereine.
Für das linksrheinische Gebiet hat der Verein Niederrhein das alleinige Recht, Wanderwege anzulegen und zu markieren. Das von ihm betreute regionale Wanderwegenetz mit den Wegzeichen X 1 bis X 13 sowie einem darauf verlaufenden Abschnitt des Europäischen Fernwanderwegs E8 hat einen Umfang von 1400 km, die lokalen Wanderwege weiterhin haben eine Gesamtlänge von 3200 km. 

## Veröffentlichungen
Der Verein gibt im 75. Jahrgang die Vierteljahresschrift Der Niederrhein heraus, in der neben dem Vereinsleben auch über die heimatkundliche, naturkundliche und Naturschutzarbeit seiner Arbeitsgemeinschaften berichtet wird. Die Artikel stammen nicht nur von Heimatforschern, auch zahlreiche bekannte Autoren stellten Beiträge für die Zeitschrift zur Verfügung, z. B. die Niederrhein-Schriftsteller Otto Brües, Leonhard Jansen und Ferdinand Oppenberg, der Musikwissenschaftler und Volksliedforscher Ernst Klusen, der Archäologe und Denkmalpfleger Hugo Borger, die Botaniker Albert Steeger und Hans Höppner, der Landschaftsökologe Jochen Hild sowie der Kabarettist und Lyriker Hanns Dieter Hüsch (Heiligabend am Niederrhein). Weiterhin gibt er die Niederrheinischen Jahrbücher, Schriften zur Natur und Geschichte des Niederrheins, Wanderkarten und Heimatkundliche Wanderführer heraus.